# آتشفشان زیریخچالی

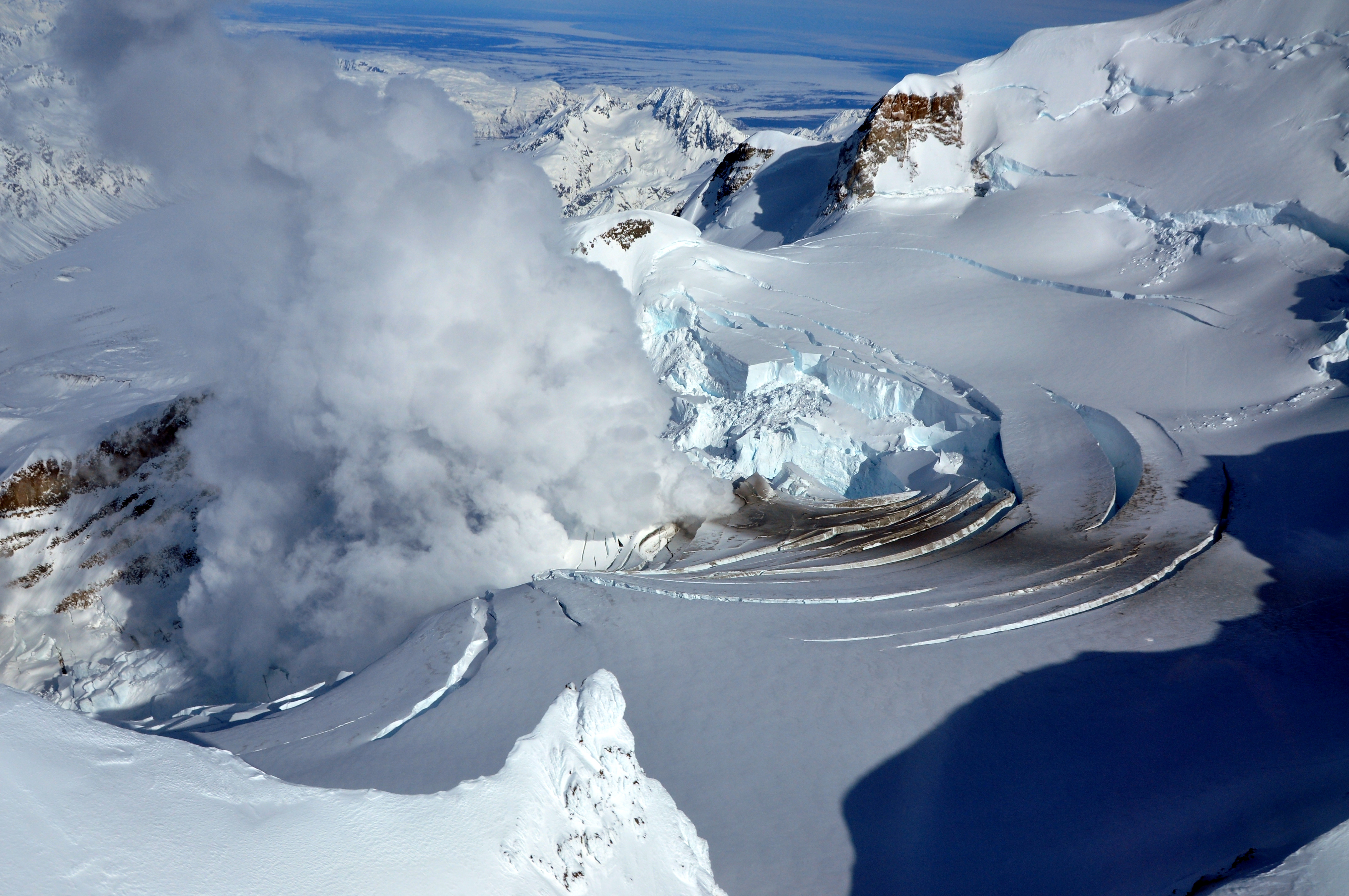
یک فوران زیریخچالی کوچک در کوه ردابت، آلاسکا.

آتشفشان زیریخچالی (انگلیسی: Subglacial volcano) که گاهی آتشفشان یخچالی نیز نامیده می‌شود، نوعی آتشفشان است که توسط فوران‌های زیریخچالی یا فوران‌های زیر سطح یخچال طبیعی یا یخسار تولید می‌شود و سپس با بالاآمدن گدازه‌ها و ذوب یخ، یک دریاچه را پدیدمی‌آورد. این نوع آتشفشان‌ها امروزه بیشتر در ایسلند و جنوبگان رایج هستند و نمونه‌های قدیمی‌تری از این نوع آتشفشان نیز در بریتیش کلمبیا و منطقه یوکان، کانادا یافت می‌شوند.
در طول فوران، گرمای گدازه ناشی از آتشفشان زیریخچالی، یخ‌های پوشاننده را ذوب می‌کند. آب به سرعت گدازه را خنک کرده و در نتیجه شکل‌های گدازه‌های بالشی شبیه به آتشفشان‌های زیر آب ایجاد می‌شود. هنگامی که گدازه‌های بالشی شکسته شده و از دامنه‌های آتشفشان می‌غلتند، شکل‌های بالشی از جنس برش، توف و نهشتهٔ شیشه‌آواری شکل می‌گیرد. آب ذوب‌شده ممکن است از زیر یخ آزاد شود، مانند وضعیتی که در سال ۱۹۹۶ در ایسلند و در فوران آتشفشان گریمسفونت اتفاق افتاد و باعث ذوب ۳ کیلومتر مکعب یخ و ایجاد سیل بزرگ دریاچه یخچالی شد.